# عائلة أولى

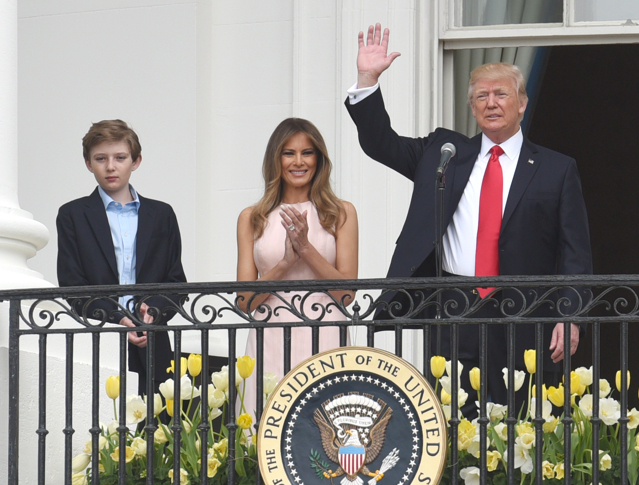

عائلة أولى هو لقب غير رسمي يطلق على عائلة رئيس الدولة أو رئيس الحكومة لدولة ما وعادة ما تكون هذه الدولة جمهورية.
و تتكون العائلة الأولى عادة من:
- رئيس الدولة أو رئيس الحكومة
- السيدة الأولى أو السيد الأول
- أي أطفال من هذين الزوجين